# Río Barroso (Zamora)
El río Barroso es un curso natural de agua que nace en la cordillera de los Andes de la Región de Magallanes y de la Antártica Chilena y que fluye con dirección general sur hasta desembocar en el río Zamora.

## Historia
Luis Risopatrón lo describe en su Diccionario Jeográfico de Chile (p.73):
Barroso (Rio) 50° 45' 72° 48'. Es de corto curso, corre hacia el N, se junta con el de Barrancos i afluye a la márjen W del curso superior del rio Zamora, del de Las Chinas. 122, p. 92; 134; i 156